# Pyhäjärvi, Ulvsby
Pyhäjärvi är en sjö i Kulla i Ulvsby stad i landskapet Satakunta. Sjön ligger 28,5 meter över havet och är 1,97 meter djup. Arean är 1,79 kvadratkilometer och strandlinjen är 8,12 kilometer lång. Sjön  ingår i Kumo älvs huvudavrinningsområde. 